# Hans Joachim Kujath
Hans Joachim Kujath (* 31. Mai 1942 in Berlin; † 4. März 2020 in Falkensee) war ein deutscher Regionalökonom und seit 2004 Honorarprofessor an der Technischen Universität Berlin.

## Leben
1970 beendete er sein Studium Stadtbau und Stadtplanung an der Technischen Universität Berlin.
Das Studium der Stadt- und Regionalsoziologie an der Johann-Wolfgang-Goethe-Universität Frankfurt am Main, Fachbereich Gesellschaftswissenschaften, schloss er 1986 mit der Promotion zum Dr. phil. ab. Dissertationsthema war Die Regeneration der Stadt.
Von 1972 bis 1975 war er als wissenschaftlicher Mitarbeiter am Institut Wohnen und Umwelt in Darmstadt tätig, von 1976 bis 1978 als Angestellter bei der Informatik & Organisation GmbH in Rodgau bei Frankfurt am Main. Als wissenschaftlicher Assistent arbeitete er von 1979 bis 1987 am Institut für Wohnungsbau und Stadtteilplanung der Technischen Universität Berlin, Lehrgebiete Infrastrukturplanung und Planungsökonomie. Am Institut für Entwicklungsplanung und Strukturforschung an der Universität Hannover  war er von 1988 bis 1993 als Arbeitsbereichsleiter „Wohnung, Siedlung und Regionalentwicklung“ tätig.
Von 1994 bis 2009 war er Abteilungsleiter der Forschungsabteilung I „Regionalisierung und Wirtschaftsräume“ und stellvertretender Direktor des Leibniz-Instituts für Regionalentwicklung und Strukturplanung (IRS, seit 2016 Leibniz-Institut für Raumbezogene Sozialforschung). Seit September 2009 arbeitete er als Seniorwissenschaftler am IRS an wissenschaftlichen Projekten und Berateraufgaben. Seine Arbeitsschwerpunkte waren: Wirtschaftsraum- und Wirtschaftsverflechtungsanalysen, Metropolenforschung, Europäische Raumentwicklung, insbesondere Osteuropa, regionale Struktur- und Raumentwicklungspolitik.
Im Jahr 2004 wurde er an der Technischen Universität Berlin (Institut für Stadt- und Regionalplanung) zum Honorarprofessor ernannt und war dort bis zu seinem Tode in Lehre und Forschung tätig.
Er war seit 2007 Sprecher des Kompetenzzentrums Stadt und Region in Berlin-Brandenburg. 2006 wurde Kujath Mitglied im „Regional Round Table“ des Projektes „EURO-COOP“ (Regional Innovation Policy Impact Assessment). Außerdem war er seit 1998 Korrespondierendes Mitglied der Akademie für Raumforschung und Landesplanung (ARL).

## Projekte (Auswahl)
- Hochschule und nachhaltige Regionalentwicklung. Teilprojekt des Arbeitskreises Hochschule und nachhaltige Regionalentwicklung der Akademie für Raumforschung und Landesplanung (ARL); (01/2015 – 2018)
- Demographischer Wandel und die Gestaltung einer alternsgerechten Arbeitswelt in der Wissensgesellschaft. Teilprojekt der AG: Wissensgesellschaft in ländlich-peripheren Regionen (Landesarbeitsgemeinschaft Nordost der Akademie für  Raumforschung und Landesplanung (ARL); 01/2012 – 10/2014)
- Metropolnahe Stadtregionen im Netzwerk metropolitaner Informationsdienstleistungen (Leitprojekt, 1/2003 – 12/2005)
- Territorial Effects of Applying the EU 'Acquis' and Community Policies as well as Pre-Accession Aid and PHARE  (3/2003 – 3/2005)
- Evaluation of the Impact of the PHARE-CBC Poland-Germany Programmes (11/2002 – 11/2003)
- Implikationen der Wissensökonomie für die Entwicklung des europäischen Städtesystems (1/2006 – 12/2007)
- Raumentwicklungspolitische Ansätze zur Förderung der Wissensgesellschaft (Studie)(09/2006 – 08/2007)

## Publikationen (Auswahl)
- KUJATH, Hans Joachim; DEHNE, Peter; STEIN, Axel: Wandel des ländlichen Raumes in der Wissensgesellschaft. In: Raumforschung und Raumordnung / Spatial Research ans Planning 2019, 77 (6), S. 1–17.  doi:10.2478/rara-2019-0042
- KUJATH, Hans Joachim: Logistik. In: Akademie für Raumforschung und Landesplanung (Hrsg.): Handwörterbuch der Stadt- und Raumentwicklung, Band 2, S. 1411–1422., 2018
- KUJATH, Hans Joachim, STEIN, Axel: Wissensgesellschaft. In: Akademie für Raumforschung und Landesplanung (Hrsg.): Handwörterbuch der Stadt- und Raumentwicklung, Band 4,m S. 2907.2916., 2018
- Hans Joachim Kujath; Suntje Schmidt: Wissensökonomie und die Entwicklung des Städtesystems. Working Paper, Erkner, Leibniz-Institut für Regionalentwicklung und Strukturplanung, 2007
- Kommunale Entwicklungspolitik in ländlichen Regionen Ostdeutschlands, 1991
- Selbstverwaltung im Wohnungswesen Jugoslawiens, 1981